# Biserica Sfântul Haralambie din Iași
Biserica „Sfântul Haralambie” din Iași se află pe strada Octav Botez în apropierea spitalului Sf. Spiridon și a fost construită între anii 1799 - 1804. Conform Pisaniei din pridvor a fost ridicată din pajiște pe locul numit Târgul Boilor din Mahalaua Muntenimii de Mijloc în prezent numindu-se Sărăria. 
Biserica a fost construită în timpul Domnitorului Constantin Ipsilanti de către Gheorghe Leondarie pentru ispășire păcatului vărsării de sânge frățesc. Acesta l-a ucis pe fratele său Haralambie Leondarie la ordinul Domnitorului, pentru că se făcuse haiduc. Episodul a fost imortalizat în romanul din 1928 Hanu-Ancuței a lui Mihail Sadoveanu, în cea de-a doua povestire numită Haralambie. 
Biserica a fost zugrăvită și pictată pe interior de către preotul Vasile Damian.
Biserica „Sfântul Haralambie” din Iași a fost inclusă pe Lista monumentelor istorice din județul Iași din anul 2015, având codul de clasificare cod LMI IS-II-m-B-03750.

## Fotogalerie

Biserica Sf. Haralambie
Biserica Sf. Haralambie
Cloponiţa
Cloponiţa
Sfântul Haralambie
Pisania Bisericii